# Franco (mitologia)

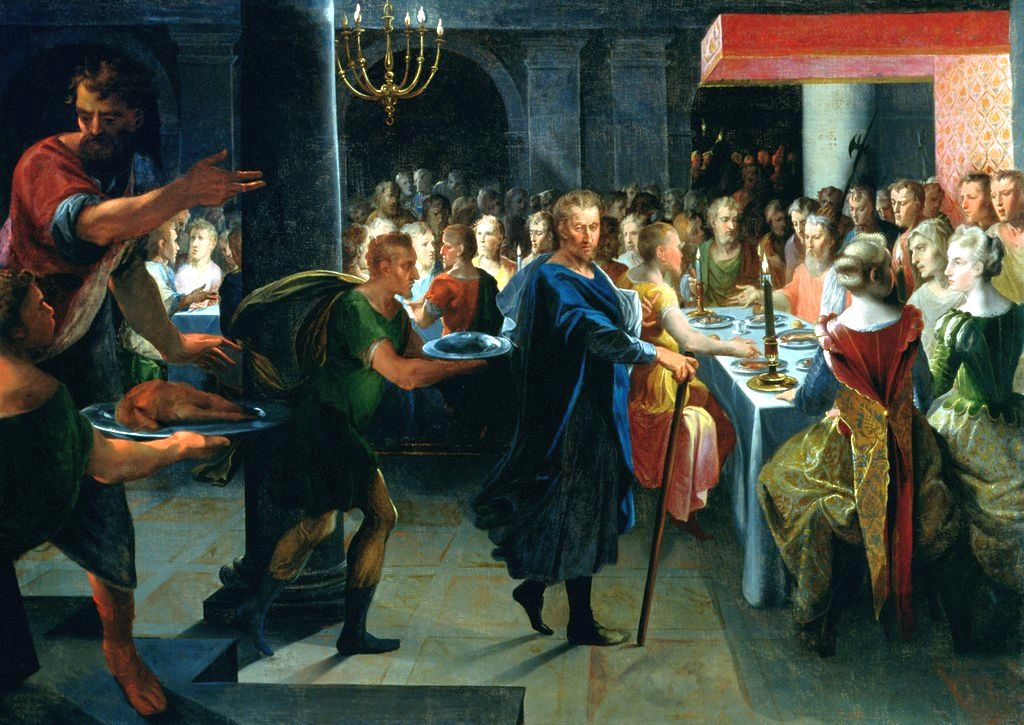
Dike offre un banchetto a Franco, alla presenza di Iante e Climene, di Toussaint Dubreuil

Franco o Francone (in latino Francus; in francese Francion) è un personaggio mitologico, la cui leggenda ebbe origine nell'Alto medioevo, alla corte dei sovrani merovingi. Si tratterebbe di un leggendario re eponimo dei Franchi, discendente dei Troiani, fondatore della dinastia merovingia e antenato di Carlo Magno. Nel Rinascimento, Franco era generalmente considerato un altro nome per il troiano Astianatte (figlio di Ettore), salvato dalla distruzione di Troia. 
Non è considerato storico, ma in realtà un tentativo da parte di cronisti medievali e rinascimentali di modellare la fondazione della Francia sulla stessa illustre tradizione usata da Virgilio nella sua Eneide (che descrisse Roma come fondata dai discendenti dell'eroe troiano Enea).

## Attestazioni
La Cronaca di Fredegario, del VII secolo, contiene la più antica menzione di una leggenda medievale che collega così i Franchi ai Troiani. Il Liber Historiae Francorum, di epoca carolingia, elabora nuovi dettagli, e la tradizione continuò ad essere elaborata per tutto il Medioevo, fino a quando fu presa sul serio come genealogia e divenne una "vera forma di coscienza etnica".
La Historia Brittonum dell'VIII secolo, attingendo alla Tavola delle Nazioni franca del VI secolo, menziona Franco come uno dei quattro figli di Isicione (Franco, Romano, Alamanno e Bruto), nipoti di Alano, il primo uomo a vivere in Europa.
Le Grandes Chroniques de France (XIII-XV secolo), una vasta raccolta di materiale storico, fanno riferimento alle origini troiane della dinastia francese.
De origine gentis Francorum compendium di Giovanni Tritemio (1514) descrive i Franchi come originariamente Troiani (chiamati "Sicambri"), e racconta che, dopo la caduta di Troia, entrarono in Gallia dopo essere stati costretti a abbandonare l'area intorno alla foce del Danubio dai Goti nel 439 a.C. (sezione 1, p, 33). Descrive inoltre i regni di ciascuno di questi re, compreso Franco (sezione 43, p. 76) da cui prendono il nome i Franchi, e le loro battaglie con i Galli, i Goti, i Sassoni, ecc.
Anche Annio da Viterbo, nei suoi Antiquitatum variarum volumina XVII, immagina l'arrivo dei Troiani in Gallia.
Basato sulla leggenda medievale, le Illustrations de Gaule et Singularités de Troie (1510–12) di Jean Lemaire de Belges, fanno sopravvivere Astianatte alla caduta di Troia e lo fanno arrivare in Europa occidentale. Astianatte cambia il suo nome in Franco e diventa re della Gallia Celtica (mentre, allo stesso tempo, Bavo, cugino di Priamo, inteso probabilmente come eponimo dei Bavari, arriva nella città di Treviri) e fonda la dinastia che porta a Pipino il Breve e a Carlo Magno. Nel testo si dice anche che Franco abbia fondato e chiamato la città di Parigi in onore di suo zio Paride (in latino, Paris).
La Fleur des antiquitez ... de Paris (1532) di Gilles Corrozet descrive Francesco I come il 64º discendente di Ettore di Troia.
L'opera di Lemaire de Belges ha ispirato il poema epico La Franciade (1572) di Pierre de Ronsard. In questa opera, Zeus salva Astianatte (ribattezzato Franco). Il giovane eroe arriva a Creta e si innamora della principessa Iante, con la quale è destinato a fondare la dinastia reale di Francia.